# Източноафриканска рифтова система (вулкани)
Източноафриканският рифт е една от най-впечатляващите структури на Земята. Вулканичната дейност в Африканския континент е съсредоточена основно по протежение на Голямата рифтова долина, заключена между двата клона на огромен разлом с дължина 6500 km, започващ от Ливан в Азия и стигащ до Мозамбик в Африка. При неговото формиране са създадени най-високите и най-ниските вулкани на континента. По цялата рифтова система са разпръснати около 30 активни и още много спящи и угаснали вулкани, дължащи съществуването си на геоложките катаклизми, формирали тази зона. Придружени са с множество вулканични полета, фумароли, горещи извори, фисури и други вулканични образувания, пръснати на огромна площ по протежение на разлома. Голяма част от всички тези структури са образувани при масивно подземно повишаване на налягането по време на формирането на разлома. Около 80% от африканските вулкани се намират до, или в рамките на Източноафриканската рифтова долина. Те са едни от най-грандиозните и най-известни вулкани на планетата. По-голямата част от тях са стратовулкани. Това са високи, стръмни, конусообразни структури, съставени от пластове втвърдена лава и вулканична пепел, които обикновено изригват експлозивно и нанасят сериозни щети. Една от отличителните характеристики на вулканите тук е устойчивото движение на лава в кратерите им. Континентът е водещ в света по наличие на езера от лава във вулканичните кратери.
Африка е единствения регион, освен Средиземно море, за който съществуват писмени сведения за вулканична дейност преди новата ера. Едно от тях е записано през V век пр.н.е. от картагенски мореплаватели. От друга страна, тук се намират и най-много вулкани, времето на чиито последни изригвания не е уточнено, но за част от тях е известно, че са се случили през холоцена. През последните 150 години в района са наблюдавани повече от 110 изригвания на 18 различни места, а други 112 вулкана са диагностицирани като потенциално активни.
Големите количества пепел, изхвърлени от вулканите, са дали две основни предимства за живот в тяхната околност – създали са плодородни почви за отглеждане на земеделски култури и поддържат богати саванни пасища, които от своя страна привличат разнообразен животински свят. Друго безценно предимство е запазването на важни археологически находки във вулканичната пепел, особено в дефилето Олдувай и Лаетоли, които позволяват на учените да разберат повече за произхода на човека.

## Северни вулкани
Вулканите в северната част на рифта се издигат от най-ниските части на рифтовата система на суша и част от тях се намират под морското ниво в депресията Данакил (Афар) в Етиопия. Районът е осеян с голямо количество разнообразни структури, които са характерни и придружаващи вулканичната дейност. Тук, където тектоничните плочи се отдръпват една от друга, се намира вулканичната верига Ерта Але, в границите на която са включени 8 вулкана. В началото на ноември 2008 година, в тази област изригва вулканът Далафила и по склоновете му потичат широки потоци лава. Ерта Але, който е един от малкото вулкани в света с постоянни огнища от жива лава, изригва две години след това – през 2010 година. В района на северните вулкани, в зоната на Етиопия и Еритрея, се издигат още веригите Набро с 3 вулкана, Тат Али – също с 3, Западен Данакил – 11, Северен етиопски рифт – 9 и Южен етиопски рифт – с 15 вулкана, един вулканичен комплекс и допълнителната вулканична верига Корат с 20 кратера.

### Вулканична верига Ерта Але
Веригата Ерта Але е част от Източноафриканската разломна система, а най-високият вулкан в нея е Але Багу, достигащ до 1013 m над морското равнище. В границите ѝ са включени още вулканите Борале Але, Далафила, Ерта Але, Гада Але и Хайли Губи. Това са предимно щитовидни вулкани с разлятата форма и полегати склонове. Лавата им обикновено е с нисък вискозитет и при разлива си обхваща по-големи територии.
Ерта Але (Erta Ale) е действащ вулкан в североизточната част на рифта в Етиопия. Езерото от лава на върха му е разположено на 500 m надморска височина, а основата на вулкана лежи на 75 m под морското равнище в депресията Данакил. В калдерата му има две кратерни ями, като активна лава се намира в по-малката от тях. От там перманентно се изхвърлят фонтани от базалтова лава, на която са необходими 1100 °С за да се запази в разтопено състояние. Езерото от лава е с площ от 4000 m2 и топлинното излъчване от него е много силно. Това е едно от най-недостъпните места на земята, няма пътища, а температурите са изключително високи. Последното му изригване е през 2010 година и продължава.
Але Багу (Ale Bagu) е най-южният вулкан от веригата и единственият, при който е възниквала могъща взривна активност. На юг застиналата лава от него достига до северните области на вулкана Алайта, а на изток се припокрива с тази от Ерта Але и Хайли Губи. Върхът на вулкана е покрит от пирокластити, състоящи се от цинерит, лапили и слоеве сгурия. Лапилите са с доста разнороден състав – пемза, фрагменти от обсидиан, плагиоклаз, оливин. На връхната част на вулкана, прорязана от фумароли, се намират няколко кратера, най-големият от които е с размери 750 х 450 m.
Далафила (Габули) (Dalaffilla) е малък коничен стратовулкан със стръмни склонове, който изригва за последен път на 4 ноември 2008 година. Това е едно от най-големите ефузивни изригвания в Африка за времето на познатата ни история. Огромното количество потоци от лава обхваща площ от около 300 km2.

### Северен етиопски рифт
Най-старият и най-добре очертан разлом се намира в региона Афар в Етиопия и е познат под името Афарски триъгълник или Етиопски рифт и образува депресията Афар (Данакил). Той е много характерен с трите си разлома, които започват от една точка и сключват помежду си ъгли от 120°. Точката, от която водят началото си се нарича „троен възел“ и се намира в този триъгълник. Двата му клона са заети от Червено море и Аденския залив, а третият минава на юг по суша. Именно този последен клон оформя Северния етиопски рифт. В тази зона са разположени вулканичното поле Беру, фисури, маари и 9 вулкана – Адва, Айелу, Асмара, Габилема, Дофен, Коне, Фентале. Маарите представляват фуниевидни или кръгли вдлъбнатини в земната повърхност, образувани при изригване на газове и често превърнати в езера. В зоната се намира и един ненаименуван вулкан на 105 km югоизточно ат Адис Абеба. Представлява поликластичен конус на 1300 m надморска височина.
Адва (Adwa) е стратовулкан, разположен на изток от вулкана Айелу с калдера от 20 km2. На дъното на почти кръглата калдера са разположени няколко конуса, покрити с шлака и сгурия от стари изригвания. Двата вулкана Адва и Айелу лежат на разсед, напречно разположен на основния етиопски разлом. Предполагаеми изригвания са станали през 1828 и 1928 година.
Асмара (Asmara) представлява издут пирокластичен конус на 11 km югозападно от вулкана Дама Али. Конусът е с диаметър 2,3 km в основата и 1 km на върха. Върхът е почти плосък, а скосяването на склоновете е около 35°. Съставен е от оливин и алкални базалтови хиалокластити, продукти на взривната реакция на топлата базалтова лава с водата. Вградени в тях се срещат случайни парчета базалт до десетки сантиметра в диаметър.
Фентале (Fentale) е стратовулкан в близост до село Матахара. Лавата от стари ерупции покрива площ от 100 km2 с приблизително елиптична форма. Горната част на вулкана е доминирана от овална калдера с диаметър около 6 km. По стените на калдерата се наблюдават многочислени фумароли. Фентале е туристическа дестинация в чертите на Националния парк Аваш.

### Западен Данакил
В западната част на депресията Данакил (Афар) се намират вулканите Алайта, Афдера, Боравли, Гропо, Дабайра, Дабаху, Дама Али, Куруб, Ма Алалта и Манда Хараро.
Алайта (Alayta) е масивен щитовиден вулкан, покриващ област от 2700 km2 в западната част на депресията Данакил в Етиопия. По северозападните му склонове върху базалтово-трахитната му повърхност се виждат няколко новообразувани кратера. Местността около вулкана е покрита с пресни потоци лава. По източната му страна се наблюдава поредица от пукнатини, през които лавата е заляла западните склонове на съседния вулкан Афдера. Две исторически изригвания, едното от които през 1907 година са били приписвани на Афдера. Оказва се обаче, че всъщност е изригнал вулканът Алайта.
Афдера (Afdera) е стратовулкан на южния бряг на езерото Афрера. Основата му е на 50 m над морското равнище и е съставен главно от риолити. През 1907 и 1915 година са докладвани две изригвания, но те най-вероятно са били от вулкана Алайта, който отстои на 37 km от него.
Дабаху (Dabbahu) е стратовулкан в северозападната част на Афарския триъгълник. Последното му изригване е предшествано от земетресение и става на 26 септември 2005 година. Докладите за него са оскъдни поради отдалечеността му от селища и наличието на сериозни гражданските вълнения в района. Изригването започва на 5 km от върха, а изхвърлените емисии и пепел предизвикват затъмнение в района в продължение на 3 дни.
Ма Алалта (Ma Alalta) е стратовулкан на запад от депресията Данакил в основата на западния етиопски клон на рифта. В главната му калдера се намира допълнителна вложена калдера. Външната е с цилиндрична форма и размерите ѝ са приблизително 8 х 5 km. Оста на малката калдера е успоредна на тази на голямата, а размерите ѝ са 5 х 2,5 km. В южната част на вулкана се наблюдават застинали потоци от риолитна лава и активни фумароли. По-надолу се простират две полета от базалтова лава.

### Вулканична верига Набро
Вулканичната верига Набро се намира в депресията Данакил в Северна Етиопия и Еритрея. Тук последователно са разположени вулканите Набро, Азавьо, Малале и Соркале.
Набро (Набео) (Nabro) е стратовулкан и е най-известния и най-високия вулкан в депресията Афар. Издига се на 2218 m надморска височина, а на върха му има голяма калдера. По склоновете му могат да се проследят неколкократни наслагвания от лава, а в централния кратер се наблюдават още няколко вторични кратера, образувани при по-късни изригвания. Изграден е предимно от трахити и пирокластити.
Азавьо (Asavyo) е щитовиден вулкан с надморска височина 1200 m и калдера с ширина 12 km. Близо до средата на централната калдера се издига още една, по-късна калдера, а около нея са разпръснати няколко малки, пирокластични конуса. По стените му е застинала базалтова лава, достигаща на юг до равнините Могорос.
Малале (Mallahle) се намира в Северна Етиопия, близо до границата с Еритрея. Има кръгла, наклонена на юг калдера, с диаметър 6 km. Покрита е с пирокластити, които са резултат или от ерупция на вулкана, или са издухани при изригване на съседния Набро. В северната ѝ част са застинали потоци обсидианова лава, а южната е покрита с гъста растителност.
Соркале (Sorkale) е на 3 km от границата на Етиопия с Еритрея. Кратерът му е широк 1 km и дълбок 300 m. По северните и западни склонове се виждат потъмнели потоци от лава, съдържаща окислени железни съединения.

### Вулканична верига Тат Али (Данакилски Алпи)
Веригата Тат Али в Етиопия обхваща само три вулкана – Боравли, Мат Ала и Тат Али. Боравли е стратовулкан, а останалите два – щитовидни.
Боравли (Borawli) е най-високия от трите вулкана и е разположен на източния бряг на езерото Афрера в Етиопия. Лавата му бързо достига и лесно се излива в езерото. В страната има и друг вулкан със същото име, който обаче се намира близо до границата ѝ с Джибути.
Мат Ала (Mat Ala) е нисък щитовиден вулкан, разположен в южната част на вулканичната верига на изток от Афдера. Разположен е на 523 m надморска височина. Размерите на калдерата му са 2,5 х 3,5 km, а височината ѝ достига до 300 m. По югозападния му склон се наблюдават активни фумароли и фисури.
Тат Али (Tat Ali) е нисък щитовиден вулкан с надморска височина 700 m. Разположен е на изток от езерото Афрера. Характеризира се с голямо разнообразие от магмени скали. Не е известно кога е било последното му изригване.

### Южен етиопски рифт
Главният Етиопски рифт се разширява на юг от Афарския триъгълник, но не се слива с разлома Грегъри в Кения. Между етиопския и кенийския разломи се намират рифтовете Стефани и този на езерото Рудолф, които от своя страна са директно свързани с кенийската част от рифтовата система. Дебелите, плътни алкални базалтни и трахитни разливи в Южна Етиопия се различават по възраст (от средата на еоцена до средата на миоцена) от южните части на Източноафриканския разлом. В Южния етиопски рифт са разположени много вулканични образувания – фисури, фумароли, базалтови полета, 15 вулкана и един вулканичен комплекс. Това са Алуту, Бада, комплексът Бора-Беричо, Босет-Берича, Чирача, Силало, Корбети, Гедамса, Муса Али, Содоре, Тепи, Тоса Суча, Тулу Мойе, Хобича, Шала и един безименен вулкан. Ненаименуваният вулкан представлява пепелен конус на 1200 m надморска височина, на 15 km югоизточно от езерото Чамо. Към Южния етиопски рифт, близо до границата с Кения, се включва и веригата Корат, която се състои от 20 пепелни конуса. Свързаните с тях потоци от лава са с дължина около 5 km и приблизителна дебелина 9 m. Възрастта на последното им избухване е определена чрез радиовъглероден анализ на 7900 години.
Алуту (Alutu) е стратовулкан с надморска височина 2335 m, намиращ се между езерата Зивай и Лангано. Има няколко кратера, разположени на различни височини с диаметри около 1 km. По склоновете му се забелязва силна фумаролна активност, а лавата му е риолитна и съдържа силициеви пирокластити. Последното му изригване е от преди около 2000 години и лавата му се е състояла от обсидиан и пемза.
Бада (Badda) е голям, силно ерозирал вулкан, издигащ се над Сомалийското плато в Етиопия. Намира се съвсем близо до вулкана Силало, така че потоците лава от двата вулкана частично се припокриват.
Шала (Shala) е стратовулкан, в чиято огромна калдера се е разположило едноименното езеро. Намира се в Националния парк Абиджата-Шала. То представлява най-важното вулканично-тектонично потъване в цялата етиопска част от рифтовата долина. Вертикалните стени на калдерата достигат до 200 м. височина, а дъното му е покрито с отлагания от пемза и риолитна лава.
Корбети (Corbetti) е вулкан с калдера, намираща се на северния бряг на езерото Аваса. Тумбестият му щит покрива площ от 65 km2. Централната му част е потънала под най-новите обсидианови наслагвания, но въпреки това могат да се идентифицират седем еруптивни центъра, които са били активни през различни периоди от време. Има фумаролна активност.

## Западни вулкани
Втората по големина верига от вулкани е разположена по западния клон на Източноафриканската рифтова система, простираща се на 1600 km дължина и преминаваща през Уганда, Руанда и ДР Конго. Тук много от калдерите са запълнени с вода и представляват красиви високопланински езера.
В тази част се намира планината Вирунга, обхващаща територии на държавите Уганда, Руанда и ДР Конго. По протежението ѝ са обособени 8 вулкана, повечето от които спящи. Активни са само два от тях – Нирагонго и Нямурагира в ДР Конго. Тези два вулкана обаче са причина за 2/5 от вулканичните изригвания на континента. Нирагонго и Нямурагира са огромни вулкани, чиито калдери с обща дължина около километър са запълнени от нажежена лава. На вулканите във Вирунга се падат 80% от изригванията в Африка.
Нирагонго (Nyiragongo) се намира в ДР Конго, недалече от границата с Руанда, на височина 3465 m и е един от най-активните африкански вулкани. Езерото от лава в кратера на върха е започнало да се формира още в края на XIX век и е едно от най-големите в света, а дълбочината на кратера е 250 m. При изригването му през 1977 г. то се изпразва за по-малко от час, а лавата потича по склоновете на Нирагонго със скорост от 60 km/h. Броят на загиналите не е напълно уточнен. При ерупцията му през 2002 г. лавата залива центъра на град Гома и отнема живота на около 200 души. Стената от лава достига височина от метър и половина и се излива в езерото Киву, отделяйки задушлив дим. Почти 20% от сградите в града са разрушени.
Нямурагира (Нямулагира) (Nyamuragira) е най-активния вулкан в Африка. Той е масивен базалтов щитовиден вулкан, който се издига на север от езерото Киву. Обемът му е 500 km3, а широките потоци лава, изтичали от него обхващат 1500 km2 площ от рифтовата долина. Калдерата му е малка – 2 х 2,3 km, а височината на стените ѝ е около 100 m.
Карисимби (Karisimbi) се издига на 4507 m над морското равнище и е най-високият в планината Вирунга. Представлява вулканичен комплекс с остри, симетрични върхове. Калдерата Бранка е разположена югоизточно от централния връх и е запълнена със сравнително силно вискозна лава. Широкият кратер Мунтанго се намира в южната част, а в югозападната са разположени няколко паразитни кратера. В зоната, която се простира до бреговете на езерото Киву са пръснати още около стотина малки конусовидни образувания. Последното изригване на Карисимби е станало от група куполовидни паразитни отвора на изток от основната калдера и вискозните потоци лава са се разпрострели на разстояние от 12 km.
Мурара (Murara) е малък вулкан, който започва да изригва на 23 декември 1976 година. Ерупцията му обаче намалява значително след изригването на съседния Нирагонго на 10 януари 1977 и приключва напълно през април 1977 година.

## Източни вулкани
Източната зона се характеризира с много по активна вулканична дейност от западната. Рифтът Грегъри в Танзания заема специално място в зоната, защото на повърхността му могат да се срещнат вулканични скали от ранни изригвания. По на север, в Етиопия и Кения където рифтовите структури и вулканизмът са напълно развити, продуктите от стари изригвания са погребани под голямото количество по-нови вулканични скали. Освен това този млад вулканичен регион съдържа необичайно голямо разнообразие от различни типове магмени скали. Районът е доминиран от три вулкана, разположени на Килиманджаро, най-високата и известна планина в Африка. Това са най-високият връх на континента Ухуру (Кибо), Шира и Мавензи. Намират се в Танзания в непосредствена близост до границата с Кения. Кратерът на Ухуру съдържа 6000 m3 лава и пирокластити. Припокриването на потоците лава от трите вулкана почти е заличило тяхната индивидуална уникалност и ги е превърнало в един общ вулканичен комплекс. В тази зона са формирани и най-старите вулкани – Лемагрут, Садиман, Олдеани, Нгоронгоро, Олмоти, Сируа, Лолмалазин и Емпакай. Районът се състои от планини, кратери, калдери и клисури. Защитената зона на Нгоронгоро съдържа най-малко 9 основни вулканични центрове – Лолмалазин, Лозируа, Емпакай, Олдеани, Лемагрут, Олмоти, Садиман, Нгоронгоро и Керамази. Намират се в южното разклонение на рифта Грегъри, част от Източноафриканската рифтова зона. Лавата от тях, потоците пепел и други вулканични съставки са се натрупвали тук от плиоцена до наши дни. Освен тях тук са и вулканите Нгози, Изумбве-Мполи, Рунгуе, Киейо и един безименен вулкан на 73 km югоизточно от езерото Руква. В района на източните вулкани се намират и няколко островни вулкана. Има три такива в езерото Туркана – Северен остров, Централен (Крокодилски) остров и Южен остров, който е най-големият от трите.
Ухуру (Кибо) (Uhuru) е най-високия връх в Африка. Намира се на планината Килиманджаро, между върховете Шира и Мавензи. Разположен е на 5895 m надморска височина и е покрит с постоянна снежна покривка и постоянен ледник. От началото на 1990 година снежната му покривка бавно започва да намалява. Въпреки че вулканът е заспал, в кратера му има активни фумароли, които емитират газове.
Мавензи (Mawenzi) е най-източният от трите вулкана на Килиманджаро, има добре оформен връх и се издига на 5354 m над морското равнище. На височина 4600 m е свързан чрез широка седловина със съседния връх Ухуру.
Шира (Shira), най-западният вулкан е и най-стар от трите. Постепенно е ерозирал и е придобил платовидна форма. Намира се на 3378 m над морското равнище.
Нгоронгоро (Ngorongoro) е угаснал вулкан, намиращ се в областта Серенгети в северната част на Танзания, затихнал преди около 250 000 години. Мощните взривове унищожават върха му и оформят кратер със съвършена купообразна форма. Той притежава шестата по големина вулканична калдера на Земята и най-голямата в Африка. Диаметър му е 20 km, площта на дъното – 260 km2, а в калдерата му се разполага езерото Магади. Стените на кратера се издигат стръмно на височина 600 m от дъното му, което днес представлява обширна долина. Това е едно от най-гъсто населените с диви животни места в Африка.
Меру (Meru) (Черният вулкан) представлява активен стратовулкан с няколко конуса и кратера. В далечното минало при едно от изригванията си вулканът е избухнал странично, при което е разрушил източните си склонове. Най-високата част на вулканичния конус има формата на подкова, отворена на изток. От дъното на кратера се издига нов тесен конус от парчета застинала лава и огромни скали, изкачващи се нагоре по кратерния склон и стигащи почти до върха. Последното му изригване става през 1910 година.
Ол Дойньо Ленгай (Ol Doinyo Lengai)(Планината на Боговете) е действащ вулкан в Танзания, издигащ се на 2886 m надморска височина. Необичайните му потоци лава се състоят от пепел и карбонатит, необикновено богат на натрий, който при контакт с влажния въздух се превръща в калцинирана сода (натриев карбонат). Той е единствения действащ соден вулкан в света и това, което изглежда като сняг по върха му, е всъщност бяла пепел. Лавата, която изхвърля е най-течната в света и е по-студена от тази на останалите вулкани. Температурата ѝ достига едва до 500 °С. Между септември 2007 и април 2008 година са наблюдавани няколко слаби изригвания.
Лемагрут (Лемагурут) (Lemagrut) е щитовиден вулкан, издигащ се на 1300 m над платото Серенгети в Танзания. Съставен е от оливин, базалт и нефелинит.
Садиман (Sadiman) е малък конусовиден стратовулкан, разположен между Лемагрут и Нгоронгоро. При изригването си преди около 3,6 милиона години Садиман покрива околните територии с гореща пепел и така запечатва следите, останали от нашите далечни предшественици Australopithecus afarensis. Тези отпечатъци са открити в края на миналия век, обработени и запазени на място. Посетителите не могат да стигнат до тях, но тяхна отливка може да се види в музея в Олдувай, Танзания.
Шомболе (Шомполе) (Shombole) е стратовулкан на границата между Танзания и Кения, но по-голямата му част попада в Кения. Издига се от основата на рифтовата долина между езерата Натрон и Магади. Вулканът е силно ерозирал със застинала трахитна лава по източните си склонове.
Хълмовете Игвизи (Igwisi) представляват три малки, асиметрични вулкана от типа пепелен конус и се намират в регион Табора, Западна Танзания. Последното им изригване не е точно датирано, но конусите имат същата морфология като кватернерните вулкани в северната част на страната.

## Вулкани в Рифтовата долина, по рифта и околността му
| име                                   | на латински                        | държава                   | тип                 | надморска височина (м) | последно изригване                 |
| ------------------------------------- | ---------------------------------- | ------------------------- | ------------------- | ---------------------- | ---------------------------------- |
| Адва (Амойса, Абида, Дабита)          | Adwa (Aabida, Amoissa, Dabita)     | Етиопия                   | стратовулкан        | 1733                   | холоцен                            |
| Айелу                                 | Ayelu                              | Етиопия                   | стратовулкан        | 2145                   | холоцен                            |
| Алайта                                | Alayta                             | Етиопия                   | щитовиден           | 1501                   | 1915                               |
| Але Багу                              | Ale Bagu                           | Етиопия                   | стратовулкан        | 1013                   | холоцен                            |
| Алид                                  | Alid                               | Етиопия                   | стратовулкан        | 904                    | холоцен                            |
| Алуту                                 | Alutu                              | Етиопия                   | стратовулкан        | 2335                   | 50 г. пр.н.е.                      |
| Азавьо                                | Asavyo                             | Етиопия                   | щитовиден           | 1200                   | холоцен                            |
| Асмара                                | Asmara                             | Етиопия                   | пирокластичен конус | 500                    | холоцен                            |
| Афдера                                | Afdera                             | Етиопия                   | стратовулкан        | 1295                   | холоцен                            |
| Бада                                  | Bada                               | Етиопия                   |                     | 4200                   | плейстоцен                         |
| Бариерата                             | The Barrier                        | Кения                     | щитовиден           | 1032                   | 1921                               |
| Бозет-Берича                          | Boset-Bericha                      | Етиопия                   | стратовулкан        | 2447                   | холоцен                            |
| Бора-Беричио                          | Bora-Bericcio                      | Етиопия                   | пемзени конуси      | 2285                   | холоцен                            |
| Борале Але                            | Borale Ale                         | Етиопия                   | стратовулкан        | 668                    | холоцен                            |
| Боравли                               | Borawli (Borauli)                  | Етиопия                   | стратовулкан        | 812                    | холоцен                            |
| Боравли (комплекс)                    | Borawli Complex                    | Етиопия                   | купол от лава       | 875                    | холоцен                            |
| Буняругуру                            | Bunyaruguru                        | Уганда                    | експлозивен кратер  | 1554                   | неизвестно                         |
| Буфумбира                             | Bufumbira                          | Уганда                    | пепелен конус       | 2440                   | холоцен                            |
| Визоке (Бизоке)                       | Visoke (Bisoke)                    | Руанда, ДР Конго          | стратовулкан        | 3711                   | 1957                               |
| Габилема                              | Gabillema                          | Етиопия                   | стратовулкан        | 1459                   | холоцен                            |
| Гада Але (Кебрит Але)                 | Gada Ale (Kebrit Ale)              | Етиопия                   | стратовулкан        | 287                    | холоцен                            |
| Гахинга (Мгахинга)                    | Gahinga (Mgahinga)                 | Руанда, Уганда            | стратовулкан        | 2821                   | неизвестно                         |
| Гедамса                               | Gedamsa                            | Етиопия                   | калдера             | 1984                   | холоцен                            |
| Гелай                                 | Gelai                              | Танзания                  | щитовиден           | 2942                   | плиоцен                            |
| Гропо                                 | Groppo                             | Етиопия                   | стратовулкан        | 930                    | холоцен                            |
| Дабайра                               | Dabbayra                           | Етиопия                   | щитовиден           | 1302                   | холоцен                            |
| Дабаху                                | Dabbahu                            | Етиопия                   | стратовулкан        | 1442                   | 2005                               |
| Далафила (Габули)                     | Dalaffilla (Gabuli)                | Етиопия                   | стратовулкан        | 613                    | 2008                               |
| Далол                                 | Dallol                             | Етиопия                   | експлозивен кратер  | -48                    | 1926                               |
| Дама Али                              | Dama Ali                           | Етиопия                   | щитовиден           | 1068                   | 1631                               |
| Джалуа                                | Jalua                              | Етиопия                   | стратовулкан        | 713                    | холоцен                            |
| Дофен                                 | Dofen                              | Етиопия                   | стратовулкан        | 1151                   | холоцен                            |
| Елментейта                            | Elmenteita                         | Кения                     | пирокластичен конус | 2126                   | холоцен                            |
| Емпакай (Ембагай, Еланайроби)         | Empakaai (Embagai, Elanairobi)     | Танзания                  | щитовиден           | 3235                   | плиоцен                            |
| Емуруангоголак                        | Emuruangogolak                     | Кения                     | щитовиден           | 1328                   | 1910 ± 50 години                   |
| Ерта Але                              | Erta Ale                           | Етиопия                   | щитовиден           | 613                    | 2010 и продължава                  |
| Игвизи                                | Igwisi                             | Танзания                  | пепелен конус       | 1130                   | холоцен                            |
| Изумбве-Мполи                         | Izumbwe-Mpoli                      | Танзания                  | пирокластичен конус | 1568                   | холоцен                            |
| Карисимби                             | Karisimbi                          | Руанда, ДР Конго          | стратовулкан        | 4507                   | 8050 г. пр.н.е.                    |
| Катве-Кикоронго                       | Katwe-Kikorongo                    | Уганда                    | пепелен конус       | 1067                   | неизвестно                         |
| Катунга                               | Katunga                            | Уганда                    | пепелен конус       | 1707                   | холоцен                            |
| Кения (Кириняга)                      | Kenya (Kirinyaga)                  | Кения                     | стратовулкан        | 5199                   | преди 2,6 – 3,1 милиона години     |
| Керамази                              | Keramasi                           | Танзания                  |                     | 2300                   |                                    |
| Кетумбайне (Китумбайне)               | Ketumbeine (Keitumbeine)           | Танзания                  | щитовиден           | 2658                   | плиоцен                            |
| Киейо                                 | Kieyo                              | Танзания                  | стратовулкан        | 2175                   | 1800                               |
| Коне                                  | Kone                               | Етиопия                   | калдера             | 1619                   | 1820 ± 10 години                   |
| Корат (верига)                        | Korath Range                       | Етиопия                   | пепелен конус       | 912                    | холоцен                            |
| Корбети                               | Corbetti                           | Етиопия                   | калдера             | 2320                   | неизвестно                         |
| Короси                                | Korosi                             | Кения                     | щитовиден           | 1446                   | холоцен(                           |
| Куруб                                 | Kurub                              | Етиопия                   | щитовиден           | 625                    | холоцен                            |
| Кятва                                 | Kyatwa                             | Уганда                    | пепелен конус       | 1430                   | неизвестно                         |
| Лемагрут (Лемагурут)                  | Lemagrut (Lemagurut)               | Танзания                  | щитовиден           | 3130                   | плиоцен                            |
| Лозируа                               | Losirua                            | Танзания                  |                     | 3260                   |                                    |
| Лолмалазин                            | Lolmalasin                         | Танзания                  | щитовиден           | 3648                   | плиоцен                            |
| Лонгонот                              | Longonot                           | Кения                     | стратовулкан        | 2776                   | 1863 ± 5 години                    |
| Ма Алалта                             | Ma Alalta                          | Етиопия                   | стратовулкан        | 1815                   | холоцен                            |
| Мауензи                               | Mawenzi                            | Танзания                  | стратовулкан        | 5354                   | холоцен                            |
| Малале                                | Mallahle                           | Етиопия, Еритрея          | стратовулкан        | 1875                   | холоцен                            |
| Манда Хараро                          | Manda Hararo                       | Етиопия                   | щитовиден           | 600                    | 2009                               |
| Марсабит                              | Marsabit                           | Кения                     | щитовиден           | 1707                   | холоцен                            |
| Мат Ала                               | Mat Ala                            | Етиопия                   | щитовиден           | 523                    | холоцен                            |
| Мененгай                              | Menengai                           | Кения                     | щитовиден           | 2278                   | 6050 г. пр.н.е.                    |
| Меру                                  | Meru                               | Танзания                  | стратовулкан        | 4556                   | 1910                               |
| Микено                                | Mikeno                             | ДР Конго                  | стратовулкан        | 4437                   | неизвестно                         |
| Мозоник                               | Mosonik                            | Танзания                  | стратовулкан        | 1702                   | плиоцен                            |
| Морото                                | Moroto                             | Уганда                    |                     | 2750                   |                                    |
| Мугого                                | Mugogo                             | ДР Конго                  | пепелен конус       | 2370                   | 1957                               |
| Муса Али                              | Mousa Alli                         | Етиопия, Еритрея, Джибути | стратовулкан        | 2028                   | холоцен                            |
| Мухабура (Мухавура)                   | Muhabura                           | Руанда, Уганда            | стратовулкан        | 4127                   | холоцен                            |
| Набро (Набео)                         | Nabro (Nabbeo)                     | Етиопия, Еритрея          | стратовулкан        | 2218                   | неизвестно                         |
| Намаруну                              | Namarunu                           | Кения                     | щитовиден           | 817                    | 6550 г. пр.н.е. ± 1000 години      |
| Нгози                                 | Ngozi                              | Танзания                  | калдера             | 2622                   | 1450 ± 40 години                   |
| Нгоронгоро                            | Ngorongoro                         | Танзания                  | щитовиден           | 2380                   | плиоцен                            |
| Нгурдото                              | Ngurdoto                           | Танзания                  | калдера             | 1853                   |                                    |
| Нирагонго                             | Nyiragongo                         | ДР Конго                  | стратовулкан        | 3470                   | 2010 и продължава                  |
| Нямбени                               | Nyambeni                           | Кения                     | щитовиден           | 750                    | холоцен                            |
| Нямурагира (Нямулагира)               | Nyamuragira (Nyamulagira)          | ДР Конго                  | щитовиден           | 3058                   | 2010                               |
| Оа                                    | О'а                                | Етиопия                   | калдера             | 2075                   | неизвестно                         |
| Олдеани                               | Oldeani                            | Танзания                  | щитовиден           | 3219                   | плиоцен                            |
| Ол Дойньо Ебуру                       | Ol Doinyo Eburru                   | Кения                     | вулканичен комплекс | 2856                   | холоцен                            |
| Ол Дойньо Ленгай                      | Ol Doinyo Lengai                   | Танзания                  | стратовулкан        | 2890                   | 2010 и продължава                  |
| Ол Дойньо Самбу                       | Ol Doinyo Sambu                    | Танзания                  | щитовиден           | 2043                   | горен плиоцен до среден плейстоцен |
| Олкария                               | Olkaria                            | Кения                     | пемзен конус        | 2434                   | 1770 ± 50 години                   |
| Ол Кокве (Баринго)                    | Ol Kokwe (Baringo)                 | Кения                     | щитовиден           | 1130                   | холоцен                            |
| Олмоти                                | Olmoti                             | Танзания                  | щитовиден           | 3101                   | плиоцен                            |
| Пака                                  | Paka                               | Кения                     | щитовиден           | 1697                   | 7550 г. пр.н.е. ± 1000 години      |
| Рунгуе                                | Rungwe                             | Танзания                  | стратовулкан        | 2961                   | 1350 ± 40                          |
| Сабиньо                               | Sabyinyo (Sabinio, Sabynyo)        | ДР Конго, Руанда, Уганда  |                     | 3505                   |                                    |
| Садиман (Сатиман)                     | Sadiman (Satiman)                  | Танзания                  | стратовулкан        | 2870                   | плиоцен                            |
| Северен остров                        | North Island                       | Кения, ез. Туркана        | пепелен конус       | 520                    | холоцен                            |
| Сегереруа (плато)                     | Segererua                          | Кения                     | пирокластичен конус | 699                    | холоцен                            |
| Силали                                | Silali                             | Кения                     | щитовиден           | 1528                   | 5050 г. пр.н.е. ± 1000 години      |
| Силало                                | Cilallo                            | Етиопия                   | калдера             | 4070                   | плейстоцен                         |
| Содоре                                | Sodore                             | Етиопия                   | пирокластичен конус | 1765                   | холоцен                            |
| Соркале                               | Sorkale (Sork Ale)                 | Етиопия                   | стратовулкан        | 1611                   | неизвестно                         |
| Сусва                                 | Suswa                              | Кения                     | щитовиден           | 2356                   | холоцен                            |
| Тат Али                               | Tat Ali                            | Етиопия                   | щитовиден           | 700                    | неизвестно                         |
| Тепи                                  | Tepi                               | Етиопия                   | щитовиден           | 2728                   | неизвестно                         |
| Тоса Суча                             | Tosa Sucha                         | Етиопия                   | пепелен конус       | 1650                   | неизвестно                         |
| Тулу Мойе                             | Tullu Moje                         | Етиопия                   | пемзен кнус         | 2349                   | 1900                               |
| Ухуру (Кибо)                          | Uhuru                              | Танзания                  | стратовулкан        | 5895                   | холоцен                            |
| Фентале                               | Fentale                            | Етиопия                   | стратовулкан        | 2007                   | 1820                               |
| Форт Портал                           | Fort Portal                        | Уганда                    | пепелен конус       | 1615                   | 2120 г. пр.н.е. ± 100 години       |
| Хайли Губи                            | Hayli Gubbi                        | Етиопия                   | щитовиден           | 521                    | холоцен                            |
| Хобича                                | Hobicha                            | Етиопия                   | калдера             | 1800                   | холоцен                            |
| Хома                                  | Homa                               | Кения                     | вулканичен комплекс | 1751                   | холоцен                            |
| Централен остров (Крокодилски остров) | Central Island                     | Кения, ез. Туркана        | стратовулкан        | 550                    | холоцен                            |
| Чибинда                               | Tshibinda                          | ДР Конго                  | пепелен конус       | 1460                   | холоцен                            |
| Чирача                                | Chiracha                           | Етиопия                   | стратовулкан        | 1650                   | неизвестно                         |
| Шала                                  | Shala (Shalla)                     | Етиопия                   | стратовулкан        | 2075                   | неизвестно                         |
| Шира                                  | Shira                              | Танзания                  | стратовулкан        | 3378                   | холоцен                            |
| Шомболе (Шомполе)                     | Shombole (Shompole)                | Танзания, Кения           | стратовулкан        | 1570                   | плиоцен                            |
| Южен остров                           | South Island                       | Кения, ез. Туркана        | стратовулкан        | 700                    | 1888                               |
| Янгуди (Ангуди, Лангуди)              | Yangudi (Angudi, Jangudi, Langudi) | Етиопия                   | вулканичен комплекс | 1383                   | неизвестно                         |

- Галерия снимки
- Езерото Натрон и вулканът Гелай в Танзания
- Двете вложени една в друга калдери на стратовулкана Ма Алалта в Етиопия
- Нирагонго в ДР Конго
- На връх Ухуру, най-високата точка на Африка
- Вулканите Гахинга и Мухабура на границата между Руанда и Уганда
- Маари във вулканичната област Буняругуру
- Връх Ухуру от самолет. В дъното – вулканът Меру
- Вулканът Меру, пепелният конус
- Комплексът Бора-Беричио в Етиопия
- Стратовулканът Лонгонот в Кения
- Изригването на Ол Дойньо Ленгай в Танзания през 2008 г.
- Кратерът на Ол Дойньо Ленгай в Танзания
- Вулканът Сабиньо
- Поглед към вулкана Морото от запад
- Килиманджаро и близките вулкани